# District de Snina
Le district de Snina est l'un des 79 districts de Slovaquie dans la région de Prešov.

## Démographie

### Évolution de la population
| Année:               | 1994.  | 2004.   | 2014.   | 2024.   |
| -------------------- | ------ | ------- | ------- | ------- |
| Nombre de personnes: | 39 369 | 39 204  | 37 451  | 33 792  |
| Différence:          |        | -0,41 % | -4,47 % | -9,77 % |

| Année:               | 2023.  | 2024.   |
| -------------------- | ------ | ------- |
| Nombre de personnes: | 34 071 | 33 792  |
| Différence:          |        | -0,81 % |

## Liste des communes
Source :

### Villes
- Snina

### Villages
Belá nad Cirochou, Brezovec, Čukalovce, Dlhé nad Cirochou, Dúbrava, Hostovice, Hrabová Roztoka, Jalová, Kalná Roztoka, Klenová, Kolbasov, Kolonica, Ladomirov, Michajlov, Nová Sedlica, Osadné, Parihuzovce, Pčoliné, Pichne, Príslop, Runina, Ruská Volová, Ruský Potok| Stakčín, Stakčínska Roztoka, Strihovce, Šmigovec, Topoľa, Ubľa, Ulič, Uličské Krivé, Zboj, Zemplínske Hámre